# Ranunculus austro-oreganus
Ranunculus austro-oreganus ist eine Pflanzenart aus der Familie der Hahnenfußgewächse.

## Beschreibung
Die Stängel sind aufrecht oder aufsteigend, wellig behaart, wurzeln nicht an den Knoten und ihre Basis ist nicht zwiebelartig. Die Wurzeln sind nie röhrig. Die Blattspreite der Grundblätter ist 2,8 bis 4,3 × 3 bis 5,5 Zentimeter groß, im Umriss breit rhombisch bis halbkreisförmig und dreiteilig. Jedes der 3 Segmente ist dreilappig. Das endständige Segment ist lanzettlich, ganzrandig oder gezähnt und hat eine schmal spitze bis zugespitzte Spitze. Der Blütenboden ist unbehaart. Die Kelchblätter sind 4 bis 6 × 1,5 bis 3 Millimeter groß, einen Millimeter über ihrer Basis umgebogen und leicht behaart. Die 5 Kronblätter sind 10 bis 12 × 4 bis 6 Millimeter groß, auf der Oberseite gelb und auf der Unterseite rot. Der Kopf der Achänen ist 4 bis 7 × 7 bis 10 Millimeter groß und halbkugelförmig. Die Achänen sind 3,4 bis 4,2 × 2,8 bis 3,2 Millimeter groß und manchmal an der Basis behaart. Ihr Rand bildet eine schmale, 0,1 bis 0,2 Millimeter breite Rippe. Der Schnabel ist 1,6 bis 2,6 Millimeter lang, bleibend, lanzettlich-pfriemlich, gerade oder zur Spitze hin leicht gebogen.
Die Art blüht im Mai.

## Vorkommen
Die Art kommt nur an grasbewachsenen Hängen im Südwesten von Oregon in Höhenlagen um 500 Meter vor.

## Systematik
Ranunculus austro-oreganus wurde 1954 von Lyman David Benson erstbeschrieben. Es ist zweifelhaft, ob das Taxon von Ranunculus occidentalis var. howellii verschieden ist.

## Belege
- Alan T. Whittemore: Ranunculus austro-oreganus. In: Flora of North America. Vol. 3. online